# 高浜町

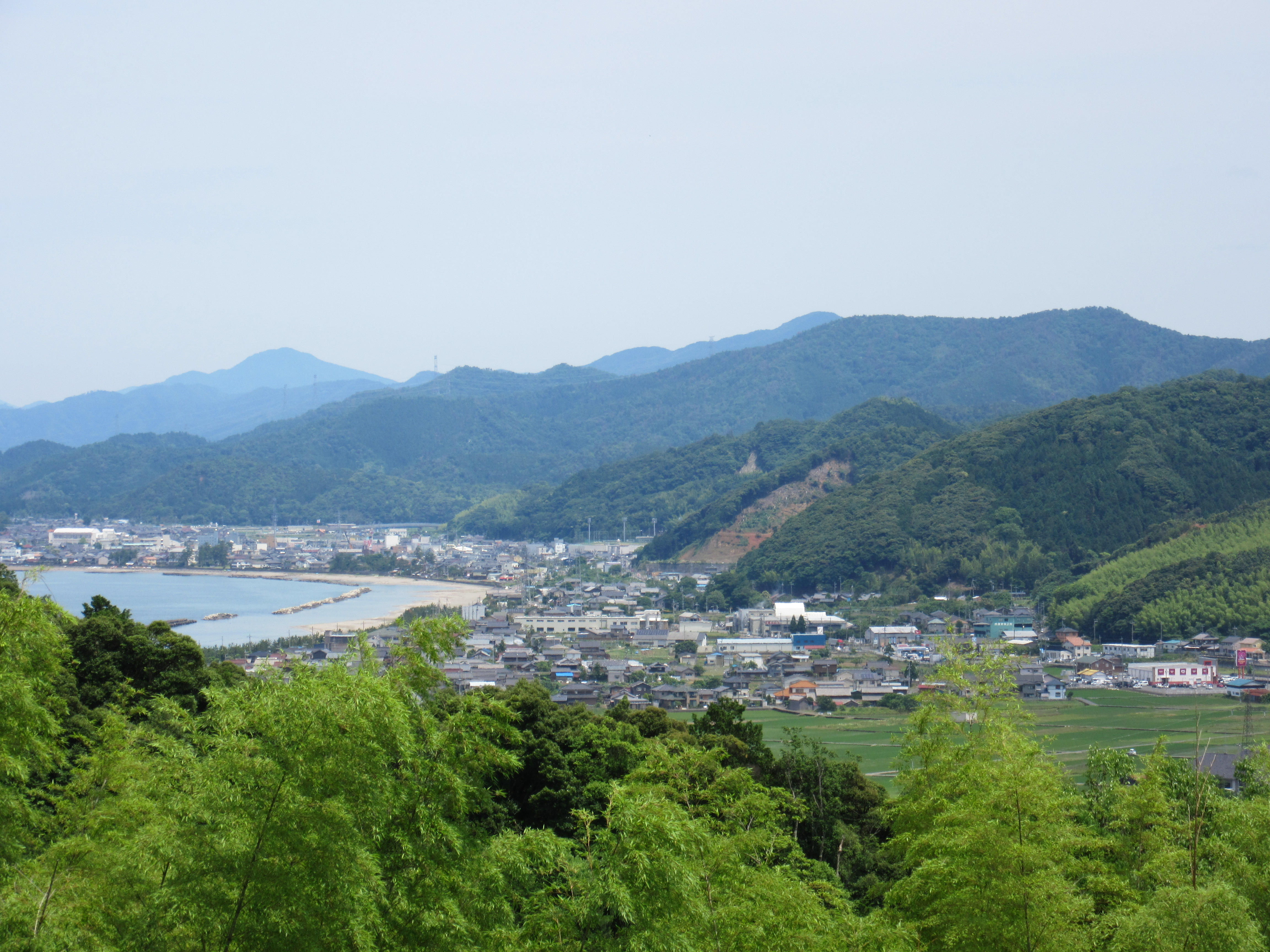
中山寺から望む高浜町中心部

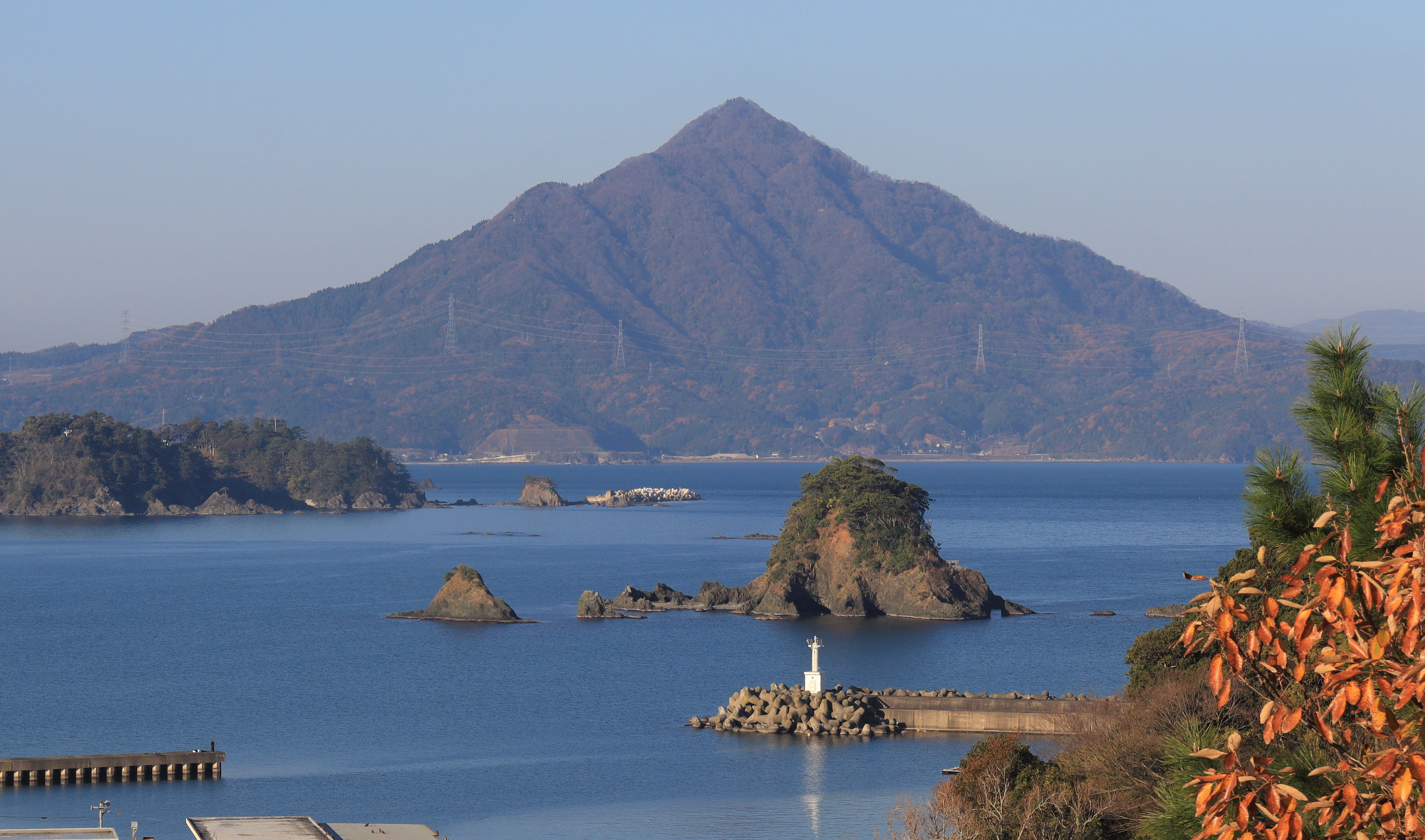
高浜湾と青葉山（若狭富士）

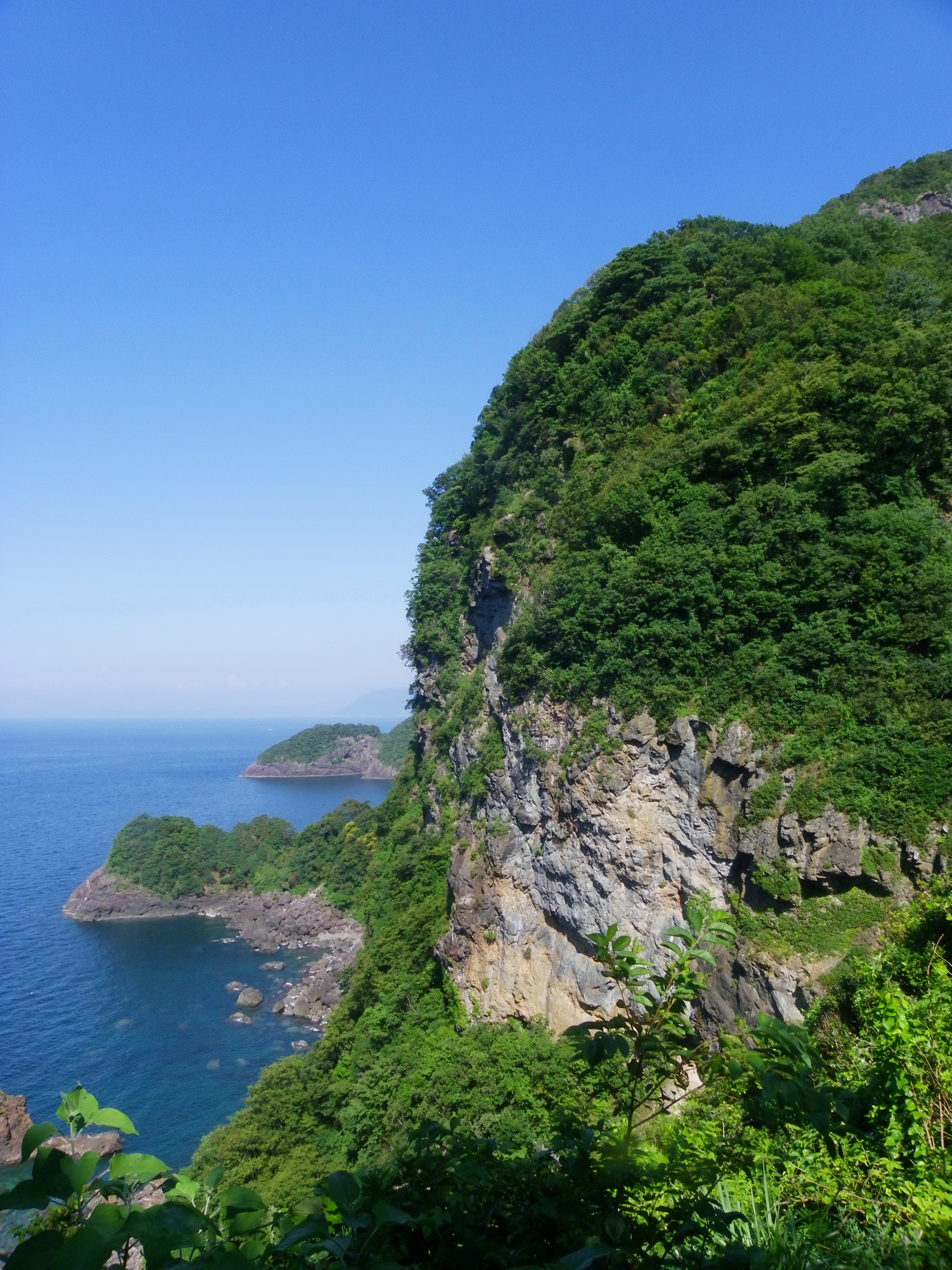
音海の断崖

高浜町（たかはまちょう）は、福井県南西部、嶺南地方の町。大飯郡に属している。大浦半島、青葉山などがあり、舞鶴都市圏に含まれる。

## 地理

### 位置
福井県の最西端に位置し、青葉山（別名・若狭富士）を境にして京都府舞鶴市などと接している。また、北陸地方の最西端の市町村でもある。
高浜町の属する大飯郡は、若狭（若狭地方）の西部に位置することから若西（じゃくせい）と呼ばれる地域である。
日本海（若狭湾）に面し、大島半島と音海半島の間には日本の夕陽百選にも選定されている若狭和田海水浴場および快水浴場百選にも選定されている白浜海水浴場などがあり、夏期には多くの海水浴客が訪れる。音海半島と大浦半島では若狭湾のリアス式海岸が楽しめる。
山岳地帯は、京都府とは丹波高地で連なっている。

### 地形

#### 主な山
- 青葉山
- 三国岳 616 m - 福井県高浜町・京都府舞鶴市・綾部市に跨る。

河川
主な川
- 関屋川
- 子生川

海岸
- 日本海

主な海岸
- 若狭和田海水浴場（日本の夕日百選）
- 白浜海水浴場（快水浴場百選）

主な半島
- 大島半島
- 音海半島
- 大浦半島

主な入江
- 青戸入江

主な湾
- 内浦湾
- 若狭湾
  - 高浜湾（音海半島と大島半島の若狭湾の通称)

### 気候
日本海側気候であり、豪雪地帯に指定されている。

## 人口
| |                                        |  |
| 高浜町と全国の年齢別人口分布（2005年） | 高浜町の年齢・男女別人口分布（2005年） |  |
| ■紫色 ― 高浜町 ■緑色 ― 日本全国 | ■青色 ― 男性 ■赤色 ― 女性              |  |
| 高浜町（に相当する地域）の人口の推移 \| 1970年（昭和45年） \| 10,841人 \| \| \| 1975年（昭和50年） \| 11,577人 \| \| \| 1980年（昭和55年） \| 11,818人 \| \| \| 1985年（昭和60年） \| 12,310人 \| \| \| 1990年（平成2年） \| 12,425人 \| \| \| 1995年（平成7年） \| 12,201人 \| \| \| 2000年（平成12年） \| 12,119人 \| \| \| 2005年（平成17年） \| 11,630人 \| \| \| 2010年（平成22年） \| 11,062人 \| \| \| 2015年（平成27年） \| 10,596人 \| \| \| 2020年（令和2年） \| 10,326人 \| \| |                                        |  |
| 総務省統計局 国勢調査より |                                        |  |
| 1970年（昭和45年） | 10,841人                               |  |
| 1975年（昭和50年） | 11,577人                               |  |
| 1980年（昭和55年） | 11,818人                               |  |
| 1985年（昭和60年） | 12,310人                               |  |
| 1990年（平成2年） | 12,425人                               |  |
| 1995年（平成7年） | 12,201人                               |  |
| 2000年（平成12年） | 12,119人                               |  |
| 2005年（平成17年） | 11,630人                               |  |
| 2010年（平成22年） | 11,062人                               |  |
| 2015年（平成27年） | 10,596人                               |  |
| 2020年（令和2年） | 10,326人                               |  |

### 健康
- 平均年齢 49.6歳（2020年国勢調査）

## 総人口の変遷
2020年まで
- 1980年　1万1818人
- 1985年　1万2310人
- 1990年　1万2425人
- 1995年　1万2201人
- 2000年　1万2119人
- 2005年　1万1630人
- 2010年　1万0620人
- 2015年　1万0596人
- 2020年　1万0049人

2025年以降の推定人口
- 2025年　9496人
- 2030年　8925人
- 2035年　8338人
- 2040年　7734人
- 2045年　7128人
- 2050年　6542人
- 2055年　5971人
- 2060年　5420人

（出典）
| 西暦   | 総人数 | 生産年齢人口(15~65歳) | 年少人口(0~14歳) | 老年人口(65歳以上） |
| ------ | ------ | --------------------- | ---------------- | ------------------- |
| 1980年 | 11,818 | 7,657                 | 1,576            | 2,585               |
| 1985年 | 12,310 | 7,886                 | 1,838            | 2,586               |
| 1990年 | 12,425 | 7,969                 | 2,113            | 2,338               |
| 1995年 | 12,201 | 7,596                 | 2,180            | 2,425               |
| 2000年 | 12,119 | 7,323                 | 2,118            | 2,677               |
| 2005年 | 11,630 | 6,908                 | 1,894            | 2,826               |
| 2010年 | 11,062 | 6,492                 | 1,624            | 2,941               |
| 2015年 | 10,596 | 6,055                 | 1,369            | 3,172               |
| 2020年 | 10,049 | 5,614                 | 1,179            | 3,256               |
| 2025年 | 9,496  | 5,244                 | 1,026            | 3,226               |
| 2030年 | 8,925  | 4,839                 | 916              | 3,170               |
| 2035年 | 8,338  | 4,467                 | 820              | 3,050               |
| 2040年 | 7,734  | 3,963                 | 743              | 3,023               |
| 2045年 | 7,128  | 3,587                 | 665              | 2,876               |
| 2050年 | 6,542  | 3,299                 | 582              | 2,661               |
| 2055年 | 5,971  | 2,986                 | 502              | 2,483               |
| 2060年 | 5,420  | 2,664                 | 432              | 2,324               |

2023年11月末　総人口9692人、男性4863人、女性4829人、世帯数4273

## 地区の成り立ち
（この節の出典）

## 隣接自治体
- 福井県
  - 大飯郡おおい町
- 京都府
  - 舞鶴市
  - 綾部市

## 歴史

### 古代
古代および大和政権下においては、大飯郡の名が示すように大炊寮という役所が管轄する地域の一部であった。安倍氏や高橋氏など天皇家の食材を司る豪族が拠点の一つを岡津地区や青郷に構え、塩や魚といった海産物を朝廷に納めていた。

### 中世
鎌倉時代
鎌倉時代には北条得宗家が若狭の守護を務めた。
南北朝時代～戦国時代
- 南北朝時代には足利尊氏が戦賞として青郷を宛がわれ足利基氏に相続されたという（のちに将軍家にもどった）。
- 室町時代初期は一色氏が守護を務め、中期・後期は若狭武田氏が替って守護に任命された。

若狭武田氏は足利将軍家とも縁戚であり都の公卿や高僧も若狭武田氏の威勢を頼み多数若狭へ下向していた。しかし戦国時代に、代々武田家の家臣の家柄の身でありながら隣国である丹波の丹波守護代内藤氏（松永氏）の後ろ盾を得て若狭守護武田氏に謀反を起こし従わなくなった逸見昌径が勢力を得る。
青郷は足利将軍家の直割料である御料所の一つであったが、室町幕府内で奉公衆（将軍親衛隊）の地位にあり、青郷の将軍家料代官でもあった大草氏を、逸見氏は攻めた。
同じく足利将軍家の直属の家臣であったおおい町の本郷氏領・佐分氏領をも攻め、若狭に於ける三好政権下の武将の一人となる。しかし、三好氏に代わり織田信長の勢力が大飯郡に及ぶと、逸見氏は織田氏にあっさりと臣従した（織田氏により後に逸見氏は断絶させられることになるが）。
青郷を追われた大草氏の当主である大草公重は足利義昭の側近として常に傍に仕え、同じく奉公衆である三淵氏・大舘氏らとともに朝倉義景・信長と交渉を重ね足利義昭を15代将軍として擁立するため奔走する。越前一乗谷にも随行し、さらに義昭が将軍に就任するため上洛するときも警備するなど誠実な室町幕府の忠臣として史上大活躍した。（江戸時代は徳川家康に認められ、江戸幕府から上級旗本に列せられた。）
逸見氏は若狭武田家初代武田信栄の菩提寺である長福寺を移転させ、その地に高浜城を築いた。その後、信長に高浜領を改易された（逸見家からの領地召し上げ・逸見家臣団の解散）ことから、その他多くの国人と同じく信長に一時利用されただけの存在といえる。

### 近世
逸見家の領地の約半分はその後、逸見家の本来の主である旧若狭守護である武田家に返された。残りの高浜城を含む主要部分は、尾張以来の織田家忠臣である溝口家のものとなる。
豊臣期の領主は変遷したが関ヶ原後、徳川家康の論功行賞により京極氏の兄弟がそれぞれ若狭、丹後の国持大名となった。
この時期に小浜城主京極高次の弟、宮津城主京極高知の娘婿、八条宮智仁親王が丹後・若狭を遊覧し青葉山にちなむ和歌を詠んだ。
歌人であった親王は親族の領国であった丹後・若狭の名所をめぐり多数の歌を残した。（嫁の実家の宮津にある天橋立の歌が中でも多い。）
江戸時代
- 江戸時代中期以降は小浜藩の一部となり、一国一城令により高浜城は廃城となった。和田に代官所が置かれた。

- 若狭高浜藩
  - 最後の高浜城主木下利房は江戸の家康から大飯郡全域の領有を許され高浜藩2万石が成立した。利房は関ヶ原の戦いにおいて西軍に属したため戦後領地を没収されたが、あらたに備中足守において25000石を領することを認められ足守藩主となった。

### 沿革
明治
- 1889年（明治22年）4月1日 - 町村制の施行により、中津海村、鐘寄村、畑村、立石村、高浜村（高浜塩土町、高浜若宮町、高浜三明町、高浜事代町及び高浜宮崎町）、薗部村、岩神村、笠原村、子生村及び坂田村の区域をもって、高浜村が発足する。
- 1912年（明治45年）4月1日 - 高浜村が町制施行して、高浜町となる。

昭和
- 1953年9月25日 - 台風13号の接近に伴い集中豪雨。子生川、関屋川が氾濫して多数の被害[8]。
- 1955年（昭和30年）2月11日 - 高浜町、青郷村、和田村及び内浦村が合併して、改めて高浜町が発足する。
- 1968年（昭和43年）10月5日 - 昭和天皇、香淳皇后が第23回国民体育大会に合わせて県内を行幸啓。町内の高浜小学校を訪問[9]。

## 政治

### 行政

#### 町長
- 高浜町長職務代理者：村橋誠一（総務課長） 町長職務代理者の前任であった副町長の辞職に伴い、2025年8月15日より新町長就任までの間（選挙執行日：同年8月31日）

歴代町長
- 湯浅銀次郎（1898年-1965年）[10]
- 松岡謹吾
- 浜田倫三（1914年-[11]2005年） 1962年10月-1982年10月 5期
- 田中通（1925年または1926年- ） 1982年-1996年 4期[12][13]
- 今井理一 1996年-2008年5月 3期
- 野瀬豊（1960年6月4日 - 2025年7月17日） 2008年5月-2025年7月 5期（現職逝去）[14]

#### 役場
高浜町役場
- 政策推進室
- 総務課
- 財政課
- まちづくり課
- 建設整備課
- 保健課
- 福祉課
- 上下水道課
- 出納室

### 議会

#### 町議会
- 高浜町議会：定数14人（任期満了2027年4月29日[15]）

#### 県議会
福井県議会
高浜町から選出される福井県議会議員の定数は（おおい町と合わせ）1議席である。現任期の満了日は2027年（令和9年）4月29日 である。
- 2019年福井県議会議員選挙

#### 国会
衆議院
高浜町は、敦賀市、小浜市、越前市、鯖江市、今立郡・池田町、南条郡・南越前町、丹生郡・越前町、三方郡・美浜町、大飯郡・おおい町とで構成される福井県第2区が選挙区となる。なお、当選挙区の衆議院選挙比例代表区選出議員については、比例北陸信越ブロックを参照のこと。
参議院
高浜町は北陸信越ブロックに属し、福井県選挙区は参議院一人区の1つ。また、現行制度（2001年、第19回参議院議員通常選挙より）の比例区は「参議院比例区」を参照のこと。

### 財政
人口は1990年（平成2年）をピークに減少しているが、その減少幅は小さく、同じ若狭地方でも過疎化に悩む他の市町村とは状況を異とする。その一番の要因は町内の内浦地区にある関西電力の原子力発電所の存在で、町の大きな財源でもある。また関西電力の資金協力の下、2003年（平成15年）には町内を横断する小浜線が電化された。敦賀市と共に地方交付税（普通交付税）の不交付団体である。産業面では他地域に後れを取るものの、2006年（平成18年）には町内の工業団地を完売した。

## 国家機関

### 裁判所
- 福井地方裁判所 敦賀支部（管轄地：大飯郡・高浜町、敦賀市、三方郡・美浜町、三方上中郡・若狭町、小浜市、大飯郡・おおい町）
- 福井家庭裁判所 敦賀支部 小浜出張所（管轄地：大飯郡・高浜町、小浜市、大飯郡・おおい町）
- 小浜簡易裁判所 （管轄地：大飯郡・高浜町、小浜市、三方上中郡・若狭町、大飯郡・おおい町）

## 対外関係

### 姉妹都市・提携都市

#### 海外
提携都市
- 保寧市（大韓民国 忠清南道）
2007年（平成19年）10月18日 - 友好都市提携締結。

#### 国内
提携都市
- 志賀町（中部地方 石川県 羽咋郡）
1990年（平成2年）11月3日 - 旧志賀町と友好都市提携締結。

その他
- 一豊公&千代様サミット
山内一豊と千代(見性院)との関係が深い市町および関係を大切にしている市町の集まりに参加している。1994年から2007年まで毎年開催。
2006年に大河ドラマ「功名が辻」が放映され、一定の成果を収めたことから、翌2007年より民間主導に切り替えられた。
※関連リンク：山内一豊、千代（見性院）

## 施設

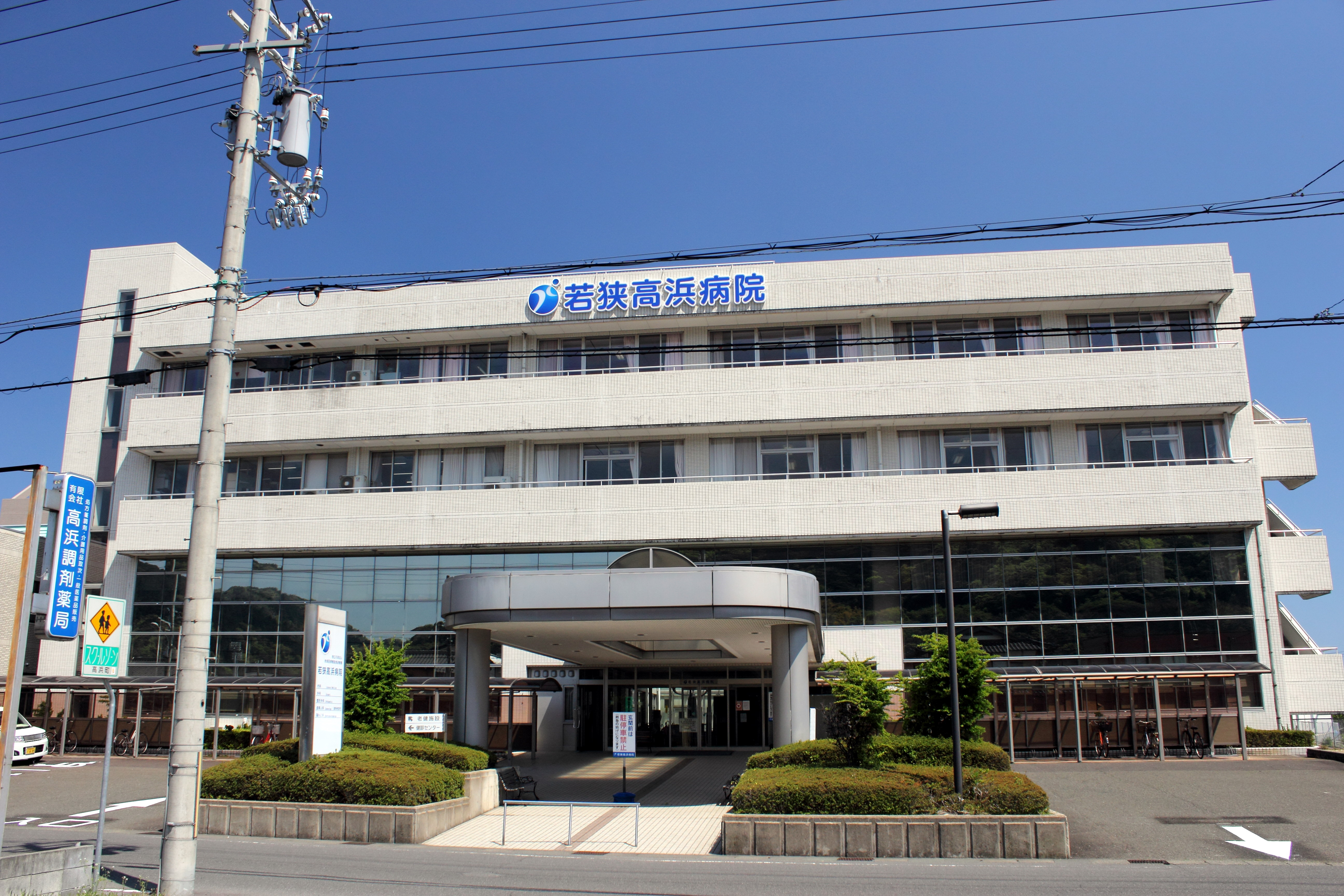
若狭高浜病院

### 警察
交番
- 高浜交番（大飯郡高浜町宮崎）

駐在所
- 和田駐在所（高浜町青戸）
- 青駐在所（高浜町青）

検問所
- 六路谷検問所（高浜町六路谷）

### 消防
本部
- 若狭消防組合

消防署
- 高浜分署（高浜町宮崎第65号7番地1）

### 医療
主な病院
- JCHO若狭高浜病院
  - 自治医大から医師の派遣を受ける。常勤医は4名。

主な診療所
- 高浜町国民健康保険和田診療所
  - 舞鶴共済病院から医師の派遣を受ける。

## 経済
経済的な繋がりとして、舞鶴都市圏に属し、隣接する舞鶴市と日常的な交流が深い。また、若狭地方の中心都市である小浜市とも交流がある。
- 産業人口（2010年国勢調査）[16]
  - 第一次産業：428人
  - 第二次産業：1,519人
  - 第三次産業：3,686人

### 第一次産業

#### 漁業
主な漁港
- 高浜漁港
- 小黒飯漁港
- 音海漁港
- 上瀬漁港
- 内浦漁港

### 第二次産業

#### 工業
- 新菱冷熱工業 高浜工場・若狭センター

### 立地企業
拠点を置く企業
- 関西電力 高浜発電所
- 新菱冷熱工業 高浜工場・若狭センター

### 金融機関
- 福井銀行
- 福邦銀行
- 小浜信用金庫
- 京都北都信用金庫（旧東舞鶴信用金庫）

## 教育

### 小中一貫校
町立
- 高浜町立内浦小中学校

### 中学校
町立
- 高浜町立高浜中学校

### 小学校
町立
- 高浜町立高浜小学校
- 高浜町立和田小学校
- 高浜町立青郷小学校
  - 高野分校（休校中）[17]

### 幼児教育

#### 保育所
町立
- 高浜キッズこども園
- 高浜町立和田保育所
- 高浜町立青郷保育所
- 高浜町立内浦保育所

## 交通

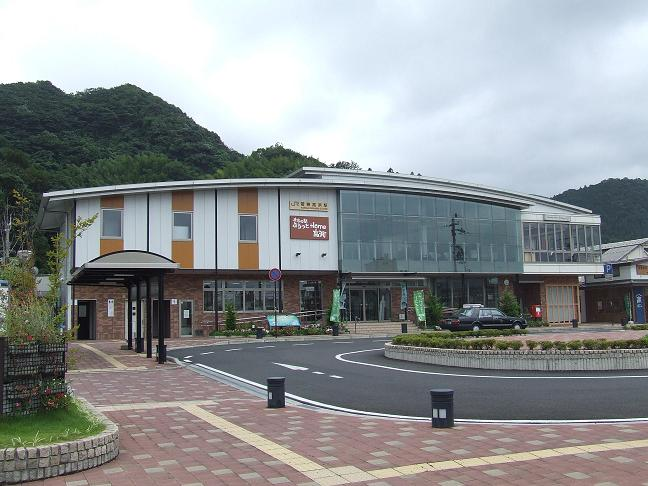
若狭高浜駅

### 鉄道
- 西日本旅客鉄道（JR西日本）
  - 小浜線：若狭和田駅 - 若狭高浜駅 - 三松駅 - 青郷駅

### 路線バス
- 京都交通 - 小浜線に並行し高浜町と舞鶴市を結ぶ一般路線バス（高浜線）を運行する。全区間の所要時間は約30分。
  - 東舞鶴駅前 - 鹿原 - 松尾寺口 - 青郷 - 東三ツ松 - 高浜駅前

これ以外に町内で外部者が利用可能な路線バスは存在しない（公共交通としてほかに登録制乗合タクシー「赤ふんバス」があるが町民もしくは町民の紹介を受けた人のみ登録可能）。

### タクシー
- 高浜交通

### 道路

#### 高速道路
町内にE27 舞鶴若狭自動車道が通っているがインターチェンジはなく、おおい町境のトンネルを抜けてすぐに 大飯高浜ICがある。

#### 国道
- 国道27号

#### 府県道
- 福井県道16号坂本高浜線
- 京都府道・福井県道21号舞鶴野原港高浜線
- 福井県道149号音海中津海線
- 福井県道150号青郷停車場線
- 福井県道236号高浜港高浜停車場線
- 福井県道237号畑若狭和田停車場線
- 福井県道241号赤礁崎公園線
- 福井県道266号犬見崎和田線
- 福井県道・京都府道772号高浜舞鶴線
- 福井県道802号小浜大飯高浜自転車道線

### 道の駅
- 道の駅シーサイド高浜

## 観光

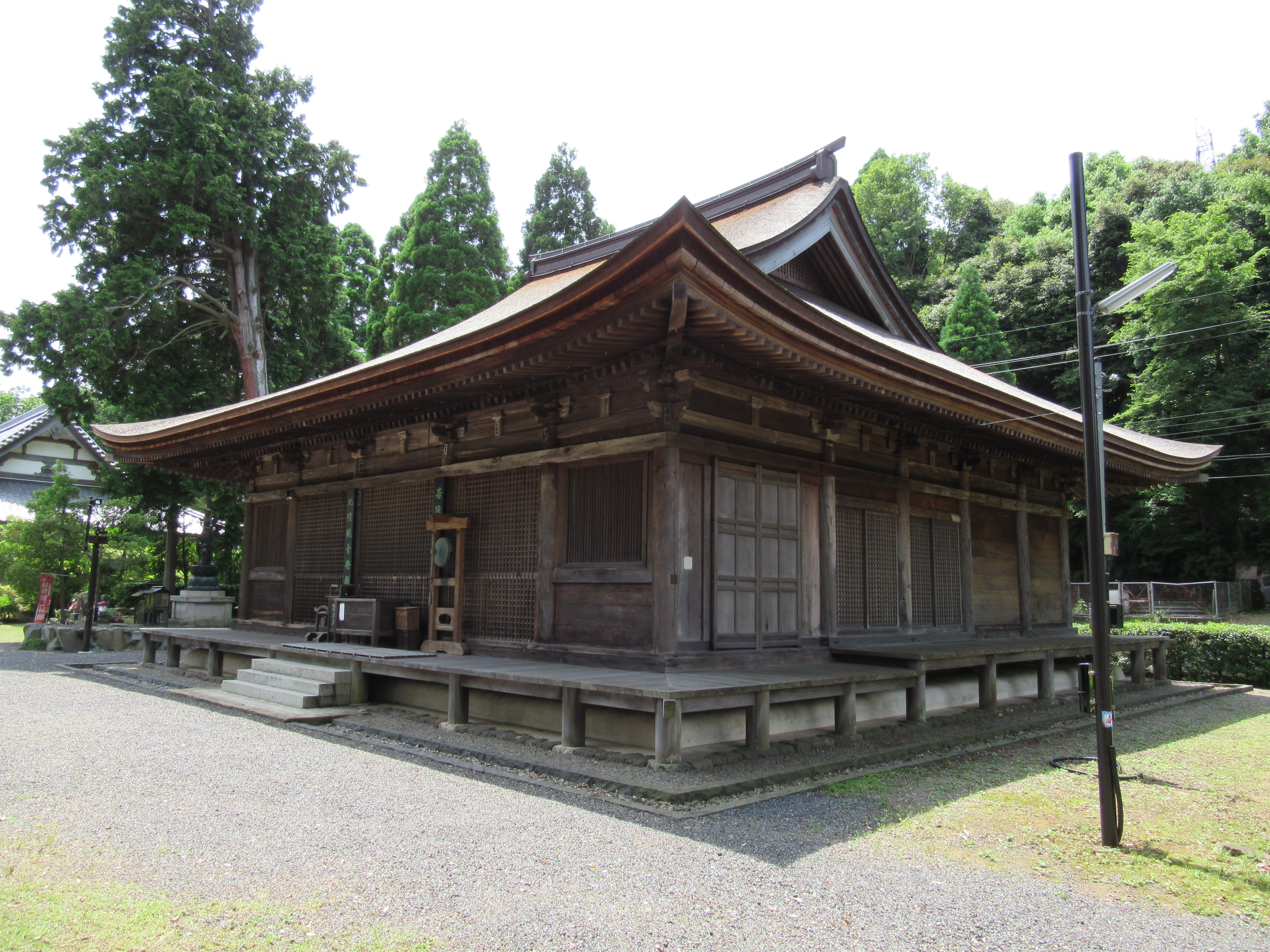
中山寺

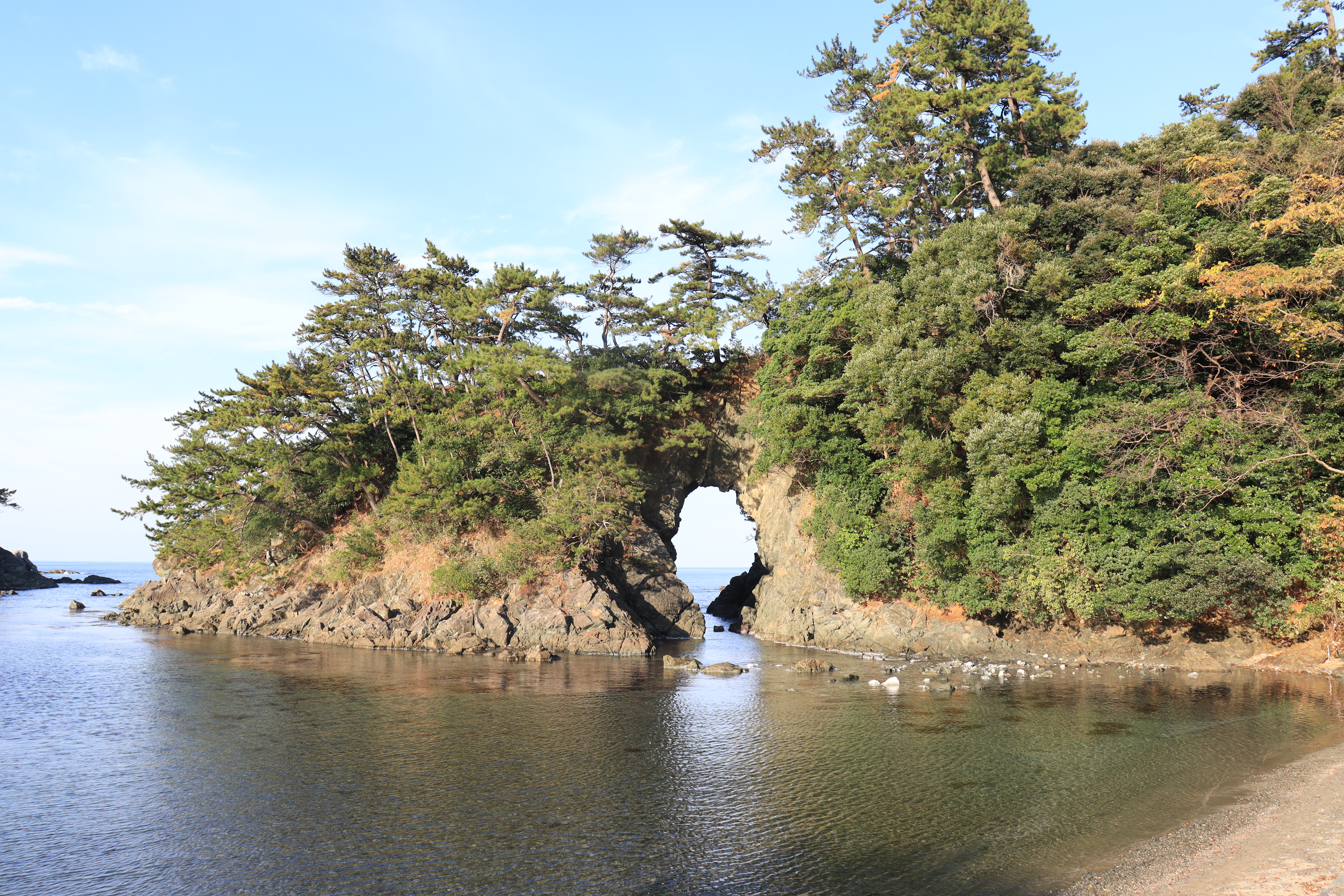
明鏡洞

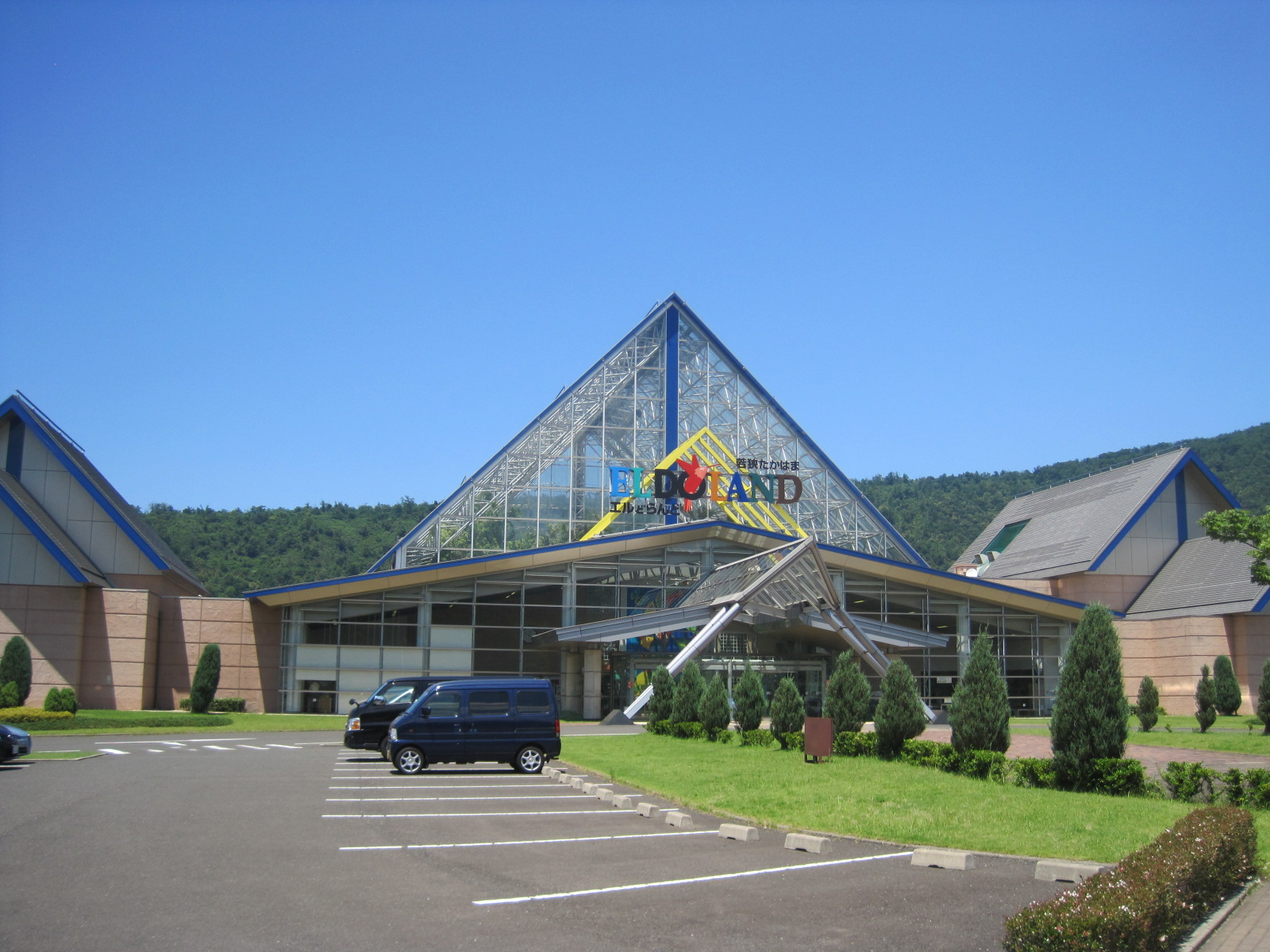
若狭たかはまエルどらんど

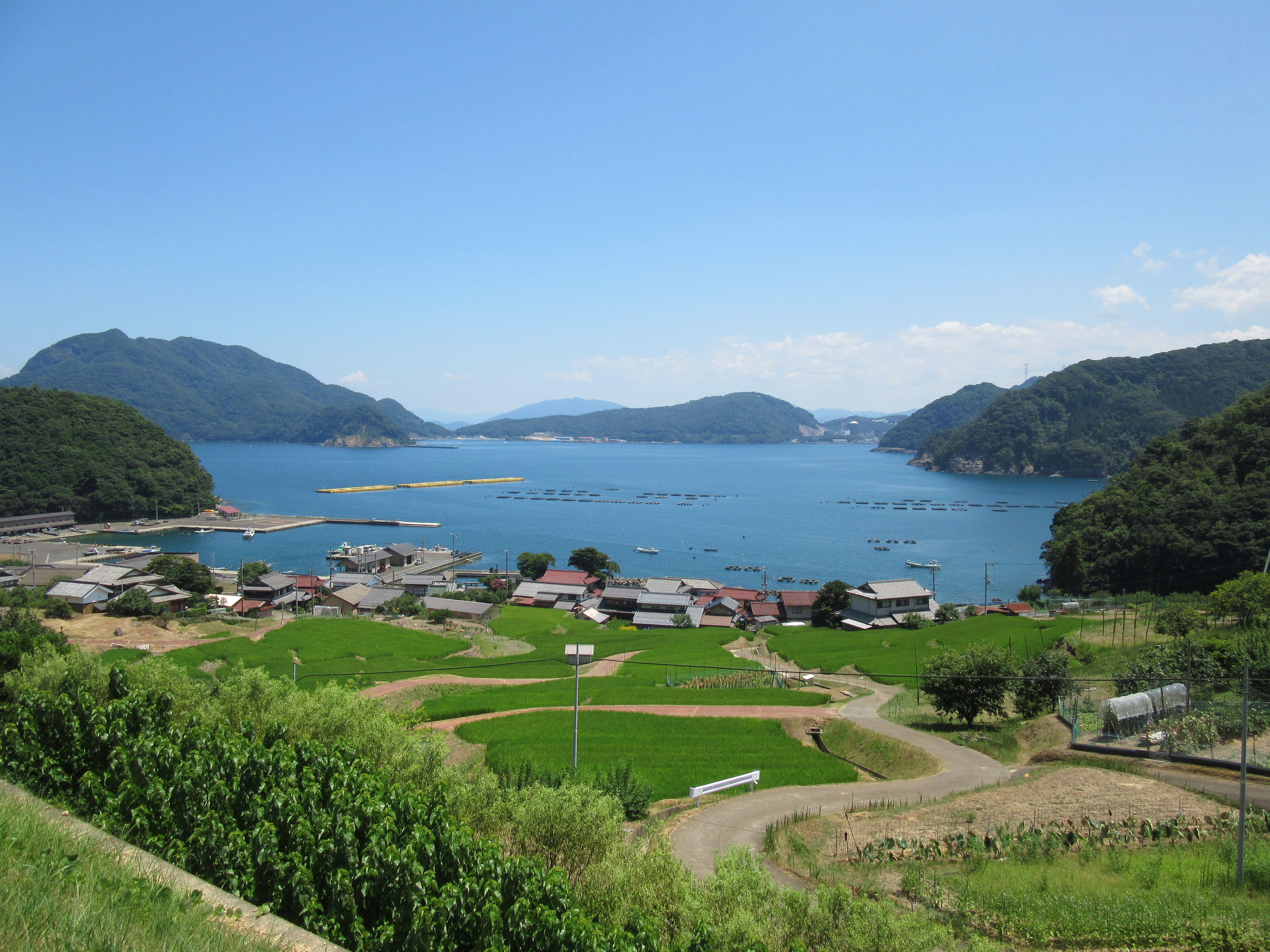
日引の棚田と内浦湾

### 名所・旧跡

#### 寺院
- 中山寺：聖武天皇の勅願寺と伝える。本堂および本尊・馬頭観音坐像は国の重要文化財に指定。（北陸三十三ヵ所観音霊場・北陸白寿観音霊場の第1番札所。若狭観音霊場の第33番札所）
- 馬居寺：聖徳太子創建と伝える。本尊馬頭観音坐像は国の重要文化財に指定。北陸観音霊場の第2番札所、若狭観音霊場の第30番札所
- 長福寺：若狭武田氏 初代武田信栄の菩提寺 若宮地区
- 大成寺：初代鎌倉公方である足利基氏（瑞泉寺殿）が父足利尊氏の菩提を弔うために建立し当初は瑞泉寺と称した。青郷は足利将軍家の領地であり室町幕府内で奉公衆だった大草氏の庇護のもと栄え末寺塔頭計八ヶ寺を有した。若狭観音霊場の第31番札所
- 正楽寺：若狭観音霊場の第32番札所

#### 神社
- 青葉神社：青葉山東峰の山頂には青葉神社、西峰の山頂には青葉神社西権現が祀られている。
- 杉森神社：杉森神社のオハツキイチョウが有名。
- 佐吉神社
- 青海神社
- 新宮神社

#### 城跡
- 砕導山城
- 高浜城
- 十念岳砦
- 白石城

### 観光スポット

#### 自然・景観
- 青葉山：若狭富士とも呼ばれる名山。
- 三国岳：その名が示す通り、若狭国・丹後国・丹波国の交わる場所に位置する山
- 音海半島：音海大断崖等の大岸壁
- 風島：音海半島高浜湾側にある無人島
- 八穴の奇勝：明鏡洞など
- 城山公園：日本の夕陽百選（NPO・日本列島夕陽と朝日の郷づくり協会選定）
- 日引の棚田：日本の棚田百選（農林水産省選定）
- 日本二十五勝の海岸景勝地として「若狭高浜・屋島・鞆の浦」が、1927年に選定された。
- 妙味山
- 横津海の芝桜
- 和田ビーチ

#### 文化施設
- 若狭たかはまエルどらんど：体験型自然科学学習館。
- 匠の美術館 - 五色山公園の中にある。日本画、洋画、彫刻、木工など美術作品が展示されている。
- 高浜町郷土資料館
- 高浜町漁村文化伝承館

#### 公園
- 城山公園-明鏡洞 - 岬にある城山一帯の公園。城山展望台、トイレ完備（駐車場完備、夏場のみ有料）。
- 五色山公園 - 桜、牡丹、ツツジの名所。桜、約7000本。牡丹、約500本。
- 安土山公園 - 桜の名所　標高80mの展望台が3つあり、異なる景色が見られる。

#### 海水浴場
- 若狭和田海水浴場：環境省の『快水浴場百選』に選定されている美しい遠浅の海岸。
- 難波江海水浴場
- えびす浜パーク（西三松海水浴場）
- はまなすパーク（東三松海水浴場）
- 若宮海水浴場
- 城山海水浴場
- 鳥居浜海水浴場
- 白浜海水浴場

#### 店
- 青葉山ハーバルビレッジ
- 道の駅シーサイド高浜
- 湯っぷる：温浴施設

## 特産品
- 若狭フグ
  - 若狭湾で養殖されるトラフグで高浜町が発祥とされている。
- 杜仲茶
  - 古くから杜仲の樹が自生していて、1985年に町木に制定された。

## ゆるキャラ
赤ふん坊や
1988年(昭和63年)誕生

## 出身関連著名人

### 政治・経済・行政
- 一瀬代蔵（青郷村長）
- 今井理一（高浜町長、反原発町長）
- 神谷宗幣（参議院議員）
- 白崎市米（高浜銀行頭取、和田村長）
- 田村秀治（外交官）
- 西嶋久勝（高浜町副町長）
- 野瀬豊（高浜町長）
- 浜田倫三（高浜町長）
- 森山栄治（福井県客員人権研究員、高浜町助役、関電プラント顧問）- 京都府生まれ。
- 山下敬太郎（高浜町議会議員、教員、部落解放同盟福井県連合会委員長）
- 湯浅勘兵衛（農民、篤志家）
- 渡辺孝（日本共産党高浜町議会議員）
- 阪口源太（与那国町議会議員）

### 文化人
- 八汐亜矢子（歌手、若狭高浜音頭歌唱）
- 佐藤千夜子（歌手、高濱小唄(一)歌唱）
- 藤本二三吉（歌手、高濱小唄(二)歌唱）
- 岩村雄太（作曲家）
- ウェルザード（漫画家、カラダ探し原作者）
- 司茜（詩人、大阪文学学校）- 大阪府布施市（東大阪市）生まれ。

### 学術
- 伊東忍（大阪大学教授）

### スポーツ選手
- 髙橋聡文（元プロ野球選手）
- 朽木英次（元ラグビー日本代表）
- 大西雄三（陸上競技選手）
- 橋本侑樹（プロ野球選手）
- 仲澤春香（ガールズケイリン選手）

### その他
- 釈宗演（明治・大正期の臨済宗の僧）
- 江上泰山（僧侶）- 旧和田村出身。
- 高瀬重二郎（ハンセン病回復者）